# Trichoclea explicata
Trichoclea explicata är en fjärilsart som beskrevs av Sukhareva 1976. Trichoclea explicata ingår i släktet Trichoclea och familjen nattflyn. Inga underarter finns listade i Catalogue of Life.